# Balchaš (město)
Balchaš (kazašsky Балқаш, rusky Балхаш) je město ve východní části Kazachstánu, které přiléhá k severním břehu stejnojmenného jezera, na jihu Kazašské pahorkatiny. Žije zde přibližně 78 tisíc obyvatel. Město bylo založeno v roce 1937 jako průmyslové sídlo sloužící pracujícím v těžebním a v metalurgickém průmyslu.

## Historie
Geologická expedice vedená Michailem Petrovičem Rusakovem nalezla v roce 1928 na severním břehu jezera Balchaš ložisko měděné rudy. Po objevu následoval bouřlivý rozvoj osídlení, v původně dělnické osadě byla 9. listopadu 1932 otevřena škola. V souvislosti s výstavbou hutě byla osada Pribalchaštroj (Прибалхашстрой) rozhodnutím Ústředního výkonného výboru SSSR povýšena 11. dubna na město.
V době Velké vlastenecké války většina mužů pracujících v závodě narukovala na frontu a na pracovištích je nahradily ženy. V dole, který byl součástí balchašského kombinátu, se hlubinným způsobem těžil molybden, který byl důležitým prvkem tankového pancíře, 90 % potřeby Sovětského svazu bylo vyprodukováno v Balchaši. Strategická surovina byla jedním z důvodů úspěchu tanku T-34. Na rozdíl od SSSR nemělo Německo k molybdenu přístup a pokusy získat jej z Afriky či z jiných zdrojů Spojenci překazili.
Po skončení druhé světové války se na výstavbě města podíleli japonští váleční zajatci. Především postavili Palác metalurgů a letištní budovy. Později se ukázalo, že do základů několika budov byly vloženy prázdné kovové sudy, které po čase zkorodovaly a při poklesu půdy vznikly ve stěnách domů trhliny.

## Administrativní začlenění
Město do roku 1973 náleželo do Karagandské oblasti, toho roku byla z její jižní části vyčleněna Džezkazganská (Žezkazganská) oblast. Při územněsprávní reformě v roce 1997 byla Žezkazganská oblast včleněna zpět do Karagandské oblasti.

## Klima
Podnebí je ryze kontinentální.

## Národnostní složení
Podle sčítání lidu se k počátku roku 2019 obyvatelé hlásí k těmto národnostem:
- Kazaši – 53 778 (67,92 %)
- Rusové – 20 367 (25,72 %)
- Korejci – 1047 (1,32 %)
- Němci – 976 (1,23 %)
- Tataři – 828 (1,05 %)
- Ukrajinci – 590 (0,75 %)
- Uzbeci – 194 (0,25 %)
- Čečenci – 157 (0,20 %)
- Bělorusové – 102 (0,13 %)
- Azerové – 131 (0,17 %)
- ostatní – 1 004 (1,27 %)
- celkem – 79 174 (100,00 %)

## Osobnosti
- Roman Kim (* 1991), houslista německého původu, rodák
- Jurij Lončakov (* 1965), ruský kosmonaut, rodák

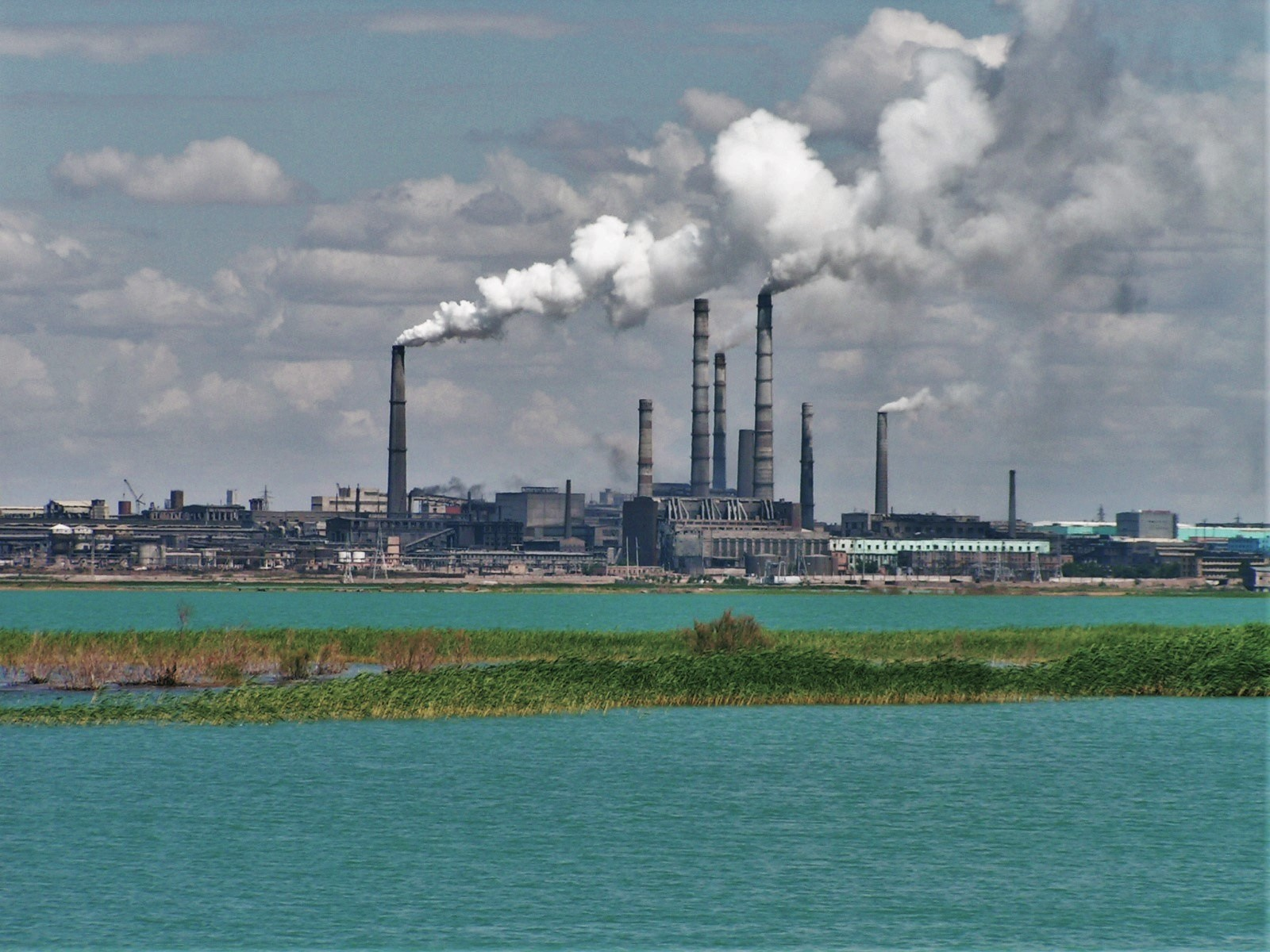
Pohled na zpracovatelský závod, v popředí komíny tepelné elektrárny